# Fowler (Califórnia)
Fowler (anteriormente, Fowler's Switch) é uma cidade localizada no estado americano da Califórnia, no Condado de Fresno. Foi incorporada em 15 de junho de 1908.

## Geografia
De acordo com o United States Census Bureau, a cidade tem uma área de 6,5 km², onde todos os 6,5 km² estão cobertos por terra.

## Demografia
Segundo o censo nacional de 2010, a sua população é de 5 570 habitantes e sua densidade populacional é de 850,04 hab/km². Possui 1 842 residências, que resulta em uma densidade de 281,11 residências/km².